# Meriam Bellina
Ellisa Meriam Bellina Maria Bamboe (nacida el 10 de abril de 1965, Bandung), más conocida como Meriam Bellina, es una actriz y cantante indonesia. Ha ganado tres premios Citra, por su actuación en más de 50 películas. Nacida y criada en Bandung, dejó la escuela secundaria superior para comenzar su carrera como modelo y actriz. A mediados de la década de los años 1980, ella fue reconocida como una "bomba sexual" y "chica de ensueño". Durante la década de los años 1990, participó en series de televisión, aunque la mayor parte más ha actuado en varias películas desde 2007.

## Biografía
Meriam nació en Bandung, Java Occidental, el 10 de abril de 1965, hija de GH Bamboe y Maria Theresia, ella es de ascendencia europea y sondanesa. Inicialmente quería ser azafata de una aerolínea indonesia llamada Garuda, pero su pasión era la actuación, el modelaje y la música, mientras estudiaba en Dago Catholic High School, en Bandung. Ella hizo su debut como actriz de cine en la película Perawan-perawan (1981) antes de tener fama después de protagonizar como el personaje principal en otra película de 1982 titulado "Roro Mendut", dirigida por Ami Priyono, una adaptación de la leyenda tradicional de YB Mangunwijaya. Después de participar en varias escenas con temática sexual con Mathias Muchus, fue apodada como la bomba sexual de Indonesia. En la película Perkawinan 83, Meriam encontró la buena crítica sde los espectadores.
Debido a su horario cada vez más ocupada, Meriam abandonó la escuela secundaria superior, mientras que en su segundo año con el fin de concentrarse en su carrera, durante la década de los años 1980, ella lanzó varios álbumes como Simfoni Rindu, Untuk Sebuah nama y Belajar Menyanyi. Estos contó colaboraciones como Pance F. Pondaag.

## Filmografía
Meriam ha participado por lo menos en más de 60 películas.
- Koboi Sutra Ungu (1981)
- Perawan-perawan (1981)
- Roro Mendut (1982)
- Perkawinan 83 (1982)
- Dongkrak Antik (1982)
- Neraca Kasih (1982)
- Pengantin Pantai Biru (1983)
- Bumi Bulat Bundar (1983)
- Senjata Rahasia Nona (1983)
- Sorga Dunia di Pintu Neraka (1983)
- Susana-Susana Buktikan Cintamu (1984)
- Permata Biru (1984)
- Cinta di Balik Noda (1984)
- Pelangi di Balik Awan (1984)
- Kabut Perkawinan (1984)
- Bercinta dalam Badai (1984)
- Dia yang Tercinta (1984)
- Kerikil-Kerikil Tajam (1984)
- Titik-Titik Noda (1984)
- Untuk Sebuah Nama (1985)
- Tak Ingin Sendiri (1985)
- Romantika (Galau Remaja di SMA) (1985)
- Kulihat Cinta di Matanya (1985)
- Ketika Musim Semi Tiba (1986)
- Selamat Tinggal Jeanette (1987)
- Tatkala Mimpi Berakhir (1987)
- Makin Lama Makin Asyik (1987)
- Catatan Si Boy (1987)
- Bayar Tapi Nyicil (1988)
- Catatan Si Boy II (1988)
- Namaku... Joe (1988)
- Joe Turun ke Desa (1989)
- Si Kabayan dan Gadis Kota (1989)
- Bercinta dalam Mimpi (1989)
- Catatan Si Boy III (1989)
- Nona Manis (1990)
- Catatan Si Boy IV (1990)
- Sejak Cinta Diciptakan (1990)
- Boneka dari Indiana (1990)
- Wanita (1990)
- Taksi (1990)
- Bernafas dalam Lumpur (1991)
- Bukan Main (1991)
- Peluk Daku dan Lepaskan (1991)
- Saat Kukatakan Cinta (1991)
- Taksi Juga (1991)
- Asmara (1992)
- Kafir (2002)
- Get Married (2007)
- Tulalit (2008)
- Basahhh... (2008)
- XXL: Double Extra Large (2009)
- Get Married 2 (2009)
- Love and Eidelweiss (2010)
- Kabayan Jadi Milyuner (2010)
- Get Married 3 (2011)
- BrokenHearts (2012)
- Test Pack: You're My Baby (2012)
- Cinta Brontosaurus (2013)
- Honeymoon (2013)
- Get M4rried (2013)
- Slank Nggak Ada Matinya (2013)
- Bajaj Bajuri The Movie (2014)
- Kukejar Cinta ke Negeri Cina (2014)
- Hijab (2015)
- Air & Api (2015)
- Bulan di Atas Kuburan (2015)
- 99% Muhrim: Get Married 5 (2015)
- Magic Hour (2015)
- Jagoan Instan (2016)
- Iqro: Petualangan Meraih Bintang (2017)
- Jembatan Pensil (2017)
- Surat Cinta Untuk Starla the Movie (2017)
- Benyamin Biang Kerok (2018)
- EL (2018)
- Insya Allah Sah 2 (2018)
- Dimsum Martabak (2018)

## Discografía
- Simfoni Rindu (1983)
- Untuk Sebuah Nama (1984)
- Kerinduan (1985)
- Begitu Indah (1986)
- Mulanya Biasa Saja (1987)
- "Jangan Pernah Ragukan"-Single (1988)
- Aku Percaya (1989)
- Kata Hati-Soundtrack Namaku Joe (1989)
- "Seandainya Masih Mungkin"-Single (1989)
- Mungkin Aku Harus Berlalu (1990)
- Asmara (1993)
- Kucinta Kamu (1999)